# 王鏜 (弘治進士)
王鏜（1471年—？），字彥聲，大寧都司營州中屯衛官籍直隸徐州人，明朝政治人物。

## 生平
弘治十四年（1501年）辛酉科順天鄉試第七十六名舉人，十八年（1505年）乙丑科三甲第十六名進士。授山東德平縣知縣，正德四年（1509年）闰九月选授福建道试監察御史，七年巡按四川，九年四月以平賊功，升俸一级，五月升河南按察司佥事，十四年三月升本司副使。

## 家族
曾祖王春；祖父王瑁；父王林，封監察御史，母李氏。具庆下。子王沭、王治、王洀。